# Encyklopedia gospodarstwa domowego
Encyklopedia Gospodarstwa Domowego – jednotomowa, ilustrowana, polska encyklopedia poświęcona gospodarstwu domowemu, która wydana została w 1934 we Lwowie przez Wydawnictwo Książnica Atlas .

## Historia
Encyklopedia miała charakter pracy zbiorowej. Zawartość redagował komitet redakcyjny pod kierownictwem redaktorki dwutygodnika Pani Domu L. Bormanowwej, przewodniczącej Zarządu Instytutu Gospodarstwa Domowego J. Huberowej oraz przewodniczącej Zarządu Głównego Związku Pań Domu J. Mandrukowej .